# トンスベルグ
トンスベルグ（Tønsberg [ˈtœnsˈbærj] ( 音声ファイル), トンスベリ）は、ノルウェー・ヴェストフォル県の都市。同県の県庁所在地で、またヴェストフォル・オ・テレマルク県の県知事が所在する。面積329平方キロメートル、人口58,561人（2023年）。一般にはトンスベルグはノルウェー最古の都市とされている。

## 歴史

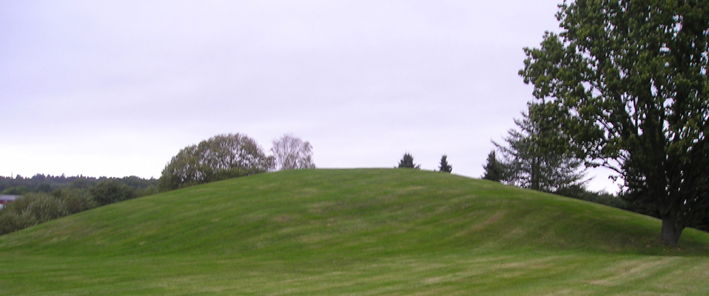
オセベルの丘。初期ヴァイキング時代の埋葬地

歴史家スノッリ・ストゥルルソンによれば、トンスベルグは871年のハフルスフィヨルドの戦い以前に創立されたという。戦いが起きた年については議論がされており、多くの歴史家は戦いの起こった年は900年頃だとしている。
市の中心から北にあるSlottsfjellet（城山の意味）は、天然の要塞として使われた。12世紀の内戦では、実際に立てこもっていた。13世紀、ホーコン4世はトンスベルグに城を築いた。これがトンスベルグ城塞である。町は1536年の大火で廃墟と化したが、トンスベルグはノルウェーの主要港として残った。
第二次世界大戦中にナチス・ドイツ支配を受け、トンスベルグ郊外にベルク強制収容所が設置された。1948年、トンスベルグにテュンスベル司教座が置かれ聖堂が市内に築かれた。この際にブスケルー県とヴェストフォル県はオスロ司教座から分離しテュンスベル司教座に含まれた。
2020年1月1日、北東のレーを編入した。
ノース語のTúnsbergが市名のもととなっている。túnとは『柵で囲まれた土地』、bergとは『山』である。紋章は中世以来のもので、トンスベルグ要塞を表している。

## 経済

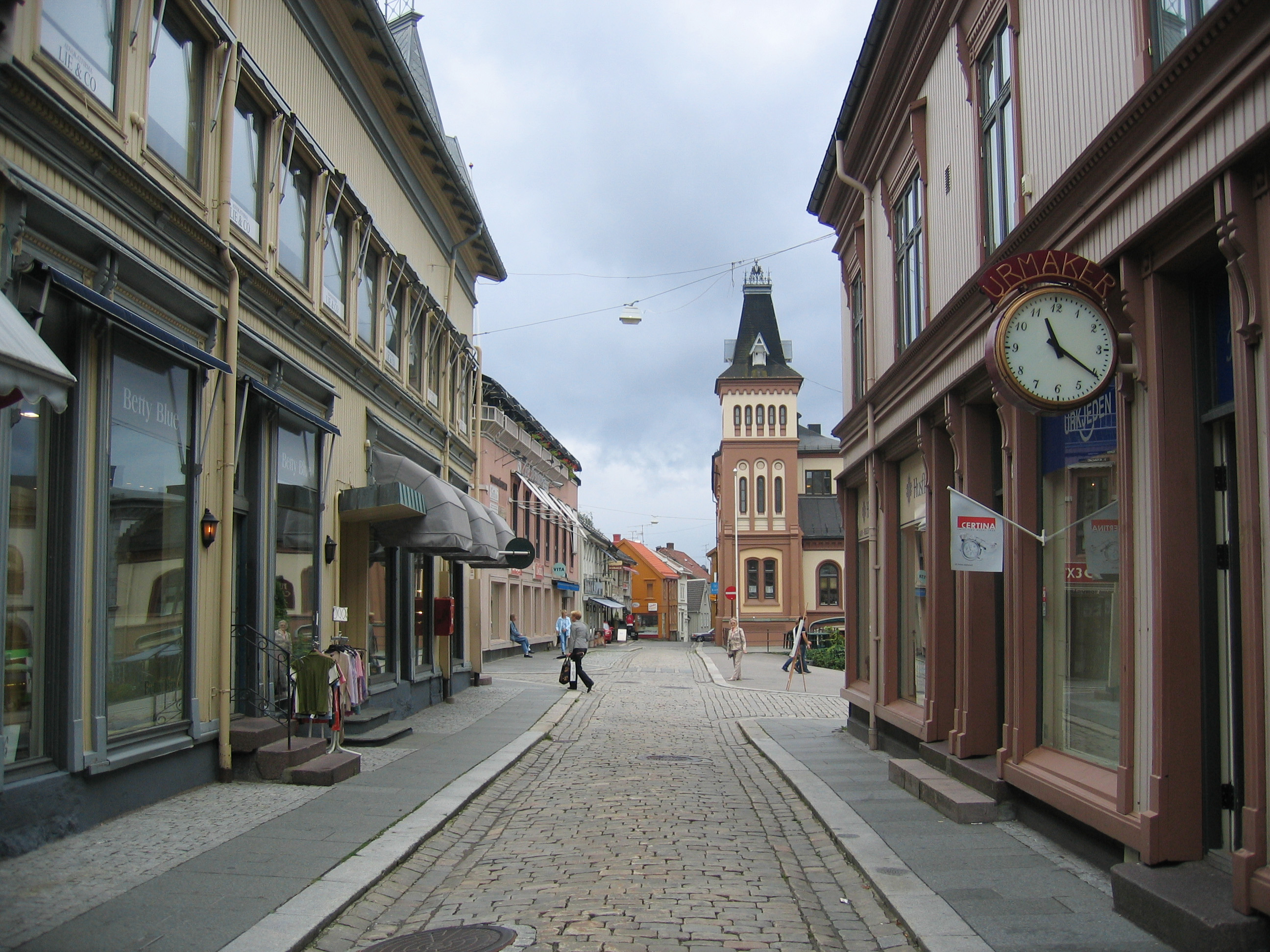
トンスベルグの通り

トンスベルグは現在も産業と海軍基地の町である。造船所、製紙産業、製革業、ビール製造業などもある。特筆すべきは銀器である。
見所は聖ミカエル教会、王城、セム教会、ヴェストフォル博物館である。
町の通りの名前は、昔のノルウェー王にちなんでいる。
鉄道ヴェストフォル線がトンスベルグ駅に着くまでに市内を循環する。

## 出身著名人
- マグヌス・カールセン - チェスの世界王者
- マリオン・レイヴン - ミュージシャン。トンスベルグ郊外で育った。

## 姉妹都市
トンスベルグはスペインの都市コバルルビアスと友好関係にある。13世紀のノルウェー王女クリスティナ（ホーコン4世の子）がカスティーリャ王アルフォンソ10世の実弟フェリペのもとへ嫁した、古いつながりからである。
- ヨエンスー, フィンランド
- イーサフィヨルズゥル, アイスランド
- ロスキレ, デンマーク
- リンシェーピング, スウェーデン